# The Vincent Award
The Vincent Award (The Vincent van Gogh Biennal Award for Contemporary Art in Europe) was een Europese kunstprijs. De prijs van vijftigduizend euro werd sinds 2000 iedere twee jaar uitgereikt aan een van de vijf genomineerde kunstenaars, die in de ogen van een zeskoppige jury - en sinds 2008 ook in de ogen van het publiek, een belangrijke bijdrage levert aan de hedendaagse kunst.
De prijs was bedoeld als stimulans voor de ontwikkeling van hedendaagse kunst en als discussieplatform binnen Europa. De prijs was zowat het equivalent van de Prijs Jonge Belgische Schilderkunst in België, de Prix Marcel Duchamp in Frankrijk en Turner Prize in het Verenigd Koninkrijk.

## Geschiedenis
De prijs was ingesteld door de The Broere Charitable Foundation van de broers Jacobus en Bastiaan Broere, stichters van een scheeps- en olieopslagmaatschappij in Dordrecht. Deze stichting ondersteunt medisch onderzoek en culturele initiatieven. De prijs was ter nagedachtenis van hun vriendin Monique Zajfen (Parijs, 1939 - Antwerpen, 1995) van Galerie 121 te Antwerpen.
In 2000, 2002 en 2004 werd de uitreiking georganiseerd door het Bonnefantenmuseum te Maastricht; in 2006 en 2008 door het Stedelijk Museum te Amsterdam. In 2010 en 2012 werd de prijs niet uitgereikt. Vanaf 2014 lag de organisatie bij het Gemeentemuseum Den Haag dat de tentoonstelling houdt in zijn dépendance, het GEM Museum voor Actuele Kunst. In 2018 werd besloten de prijs op te heffen omdat deze niet onderscheidend genoeg zou zijn. 

## The Monique Zajfen Collection
Tevens is er de bruikleen van de The Monique Zajfen Collection aan verbonden. De collectie omvat werken van hedendaagse kunstenaars en van de winnaars van The Vincent Award en wordt nog steeds uitgebreid. Tot 2012 was deze in bruikleen bij het Stedelijk Museum.

## Winnaars
- 2016 - Geen uitreiking, Nairy Baghramian en Jutta Koether weigeren de nominatie te accepteren wegens de rol die het Gemeentemuseum Den Haag innam bij het conflict tussen Danh Vo en verzamelaar Bert Kreuk.[3]
- 2014 - Anri Sala
- 2008 - Deimantas Narkevičius, Francis Alÿs (publieksprijs)
- 2006 - Wilhelm Sasnal
- 2004 - Pawel Althamer
- 2002 - Neo Rauch
- 2000 - Eija-Liisa Ahtila

Een van de genomineerden van 2008, Peter Friedl, trok zich voortijdig terug omdat hij zich niet kon vinden in de samenstelling van de jury en het in zijn ogen schijndemocratische gehalte van de publieksprijs.